# Will Arnett
William Emerson Arnett (IPA: ɑːrˈnɛt; Toronto, 1970. május 4. –) kanadai színész, humorista. Legismertebb szerepei Gob Bluth Az ítélet: család című sorozatból, illetve BoJack Horseman az ugyanilyen című rajzfilmsorozatból. Több filmben és sorozatban is szerepelt.
Szinkronszínészként is tevékenykedik, szinkronizált többek között a  Jégkorszak 2. – Az olvadás (2006), a L’ecsó (2007), a Horton (2008), a Szörnyek az űrlények ellen (2009), a Gru (2010), A mogyoró-meló (2014) és a  Dolittle (2020) című filmekben. 2020 óta a SmartLess című podcast egyik műsorvezetője.

## Élete
Torontóban született Edith Alexandra "Alix" és Emerson Jamex "Jim" Arnett fiaként. Szülei eredetileg Winnipegből származtak. Két nővére és egy bátyja van.
Egy kis ideig a Lakefield College Schoolban tanult. Végül a Leaside High School tanulójaként érettségizett, majd kis ideig a montreáli Concordia Universityn is tanult. Tinédzser korában anyja gyakran biztatta, hogy színész legyen belőle. 1990-ben New Yorkba költözött, hogy a Lee Strasberg Theatre and Film Institute-on tanuljon. Első filmes szerepe Felicity Huffman Erie című filmjében volt. 2001-ben szerepelt a Játék életre-halálra című szatirikus vígjátékban, ahol a tévébemondót alakította.

## Magánélete
Saját bevallása szerint Steve Martin és Chevy Chase volt rá a legnagyobb hatással. A Toronto Maple Leafs, Toronto FC, Toronto Blue Jays és Toronto Raptors csapatok szurkolója.
1994-ben vette feleségül Penelope Ann Millert; egy évvel később elváltak.
2003. augusztus 29-én házasodott össze Amy Poehlerrel. Két fiuk van: az első 2008 októberében, míg a második 2010 augusztusában született. Feleségével 2012-ben különváltak, válásuk 2016 júliusában fejeződött be. 2020 májusában Alessandra Brawn, Arnett barátnője életet adott a színész harmadik gyermekének.
Kanadai és amerikai állampolgár.